# Polychrónios Tsannétou
Polychrónios Tsannétou (grec moderne : Πολυχρόνης Τσανέτου) né à Fanári (el) près d'Olympie et mort à Tripolizza était un homme politique grec qui participa à la guerre d'indépendance grecque.
Il fut membre de l'Assemblée nationale d'Épidaure en 1822. Il fut ensuite envoyé à Nauplie où il fut emprisonné au moment de l'attaque de Dramali Pacha. Son séjour dans la forteresse Bourdzi l'affaiblit considérablement. À sa libération, il se rendit à Tripolizza où il mourut rapidement.